# Zak Whitbread
Zak Whitbread est un joueur de football américain né le 4 mars 1984 à Houston au Texas.

## Biographie
Formé à Liverpool, Zak Whitbread réalise ses débuts professionnels le 26 octobre 2004 en Coupe de la ligue face à son futur club : Millwall. Titularisé en défense aux côtés de Djimi Traoré, son club s’impose 3-0. 
L’année suivante, il connaît sa première apparition en Ligue des champions face aux gallois du New Saints FC, en remplaçant Jamie Carragher. Cependant, étant très peu utilisé (aucune apparition en championnat), il est prêté puis transféré au Millwall FC. 
En 2010, il signe au Norwich City FC alors en troisième division. Il vit avec le club deux montées successives et découvre la première division en 2011 à 27 ans. Il est libéré par le club à l'issue de la saison 2011-2012. Il rejoint ensuite Leicester en deuxième division.
Le 25 juin 2014, il rejoint Derby County, club de deuxième division. À l'issue de la saison 2014-15, il est libéré par Derby.
Le 16 octobre 2015, il rejoint Shrewsbury Town. L'équipe joue en troisième division.
A l'issue de la saison 2015-2016, le bilan de la carrière de Zak Whitbread s'élève à 18 matchs en première division (0 but), 79 matchs en deuxième division (3 buts), 101 matchs en troisième division (4 buts), et deux matchs en Ligue des champions.